# Rémi Bujold
Pour les articles homonymes, voir Bujold.
Rémi Bujold est un homme politique canadien, né à Cascapédia-Saint-Jules (Québec) le 18 octobre 1944.

## Carrière politique
Avocat, Rémi Bujold s'est fait élire une première fois à la Chambre des communes du Canada aux élections de 1979, pour le Parti libéral du Canada, dans la circonscription de Bonaventure—Îles-de-la-Madeleine. 
Réélu en 1980, il sert comme secrétaire parlementaire du ministre de l'Emploi et de l'Immigration (1981-1983), comme président du caucus du Parti libéral (1983-1984), puis obtint brièvement le portefeuille du Développement régional (1984). Il fut cependant battu aux élections de 1984 et de 1988.
En octobre 2009, il est devenu l'organisateur en chef de Michael Ignatieff pour le Québec, en remplacement de Denis Coderre.

## Distinctions
- 1996 -  Membre de l'Ordre du Canada[1]